# Dario Plevnik
Dario Plevnik (Osijek, 26. travnja 1969.) hrvatski je skladatelj, tekstopisac, producent i glazbenik.

## Životopis
Dario je rođen u Osijeku 1969. godine. Za svu svoju glazbu sklada, piše tekst, aranžman i produkciju. Snimio je 3 CD-a za izdavačku kuću Croatia Records i 13 video spotova. S trećeg, instrumentalnog CD-a Snovi, izdanog 2000. godine, engleska diskografska kuća Chrisanne, instrumentalnu skladbu "Darija", uvrstila je na kompilaciju Chrisanne collection IV i to uz jaka svjetska imena kao što su Henry Mancini (dobitnik Oskara), Nat King Cole, Pedro Garcia i ostali.
Prvi je u svijetu, 1999. godine, spojio tamburicu i električnu gitaru u instrumentalu "Slavonski konji", s kojom je zajedno sa sastavom i tamburašima, predstavljao Hrvatsku na europskom, etno festivalu u Austriji i Mađarskoj (Sopron i Eisenstadt).
Godine 2002., četvrti je CD Božićna priča poklonjen u 2002 primjerka. Sve su hrvatske radio postaje dijelile CD svojim slušateljima putem etera. Iste godine Dario Plevnik potpisuje ugovor sa švicarskom agencijom za zaštitu autorskih prava Suisa. Godine 2003. nastaje peti CD Zabranjena priča..koja je zabranjena i ignorirana od strane hrvatskih medija, kao i većina njegove glazbe.
S instrumentalnom pjesmom "Mogu" predstavljao je hrvatsku reprezentaciju u terapijskom jahanju na paraolimpijadi u Ateni 2004. godine. Instrumental je dobio ime po osječkoj udruzi "Mogu". Nekoliko godina kasnije, 2006., za Božić, nove instrumentale i sva autorska prava poklonio je mladom čovjeku koji je stradao u prometnoj nesreći da prikupi novac za operaciju. Godine 2007. s klasičnom gitarom snima cijeli niz instrumentala koji su nazivani po hrvatskim rijekama i jezerima "Hrvatske vode".
Kako je redovni gost etno festivala u Neumu, 2008. godine započinje suradnju sa Zdenkom Damjanovićem, HKUD Biograci i HKUD Prenj. Istu suradnju namjerava nastaviti i u budućnosti s drugim Hrvatskim kulturno umjetničkim društvima iz različitih krajeva Hrvatske.
Za svo vrijeme svog glazbenoga djelovanja Dario Plevnik ne prestaje s humanitarnim radom te 2009. godine pred Božić pokreće akciju za pomoć siromašnim braniteljskim obiteljima odričući se svih prava od prodaje njegovog CD-a s 12 instrumentala.